# Heinrich Schneidereit
Heinrich Schneidereit (* 23. Dezember 1884 in Köln; † 30. September 1915 in Diedenhofen, heute Thionville, Frankreich) war ein deutscher Gewichtheber. Bei den Olympischen Zwischenspielen 1906 in Athen trat er sowohl im ein- als auch im beidhändigen Gewichtheben an und errang jeweils die Bronzemedaille. Mit der Mannschaft holte er im Tauziehen die Goldmedaille.

## Leben
Heinrich Schneidereit begann 1900 beim Kölner Athleten-Club 1882 mit dem Gewichtheben, nachdem er sich als Schüler schon in verschiedenen anderen Sportarten betätigt hatte. Im Gewichtheben machte er so schnelle Fortschritte, dass er bereits im Alter von knapp 19 Jahren an der Weltmeisterschaft in Paris teilnahm. In jenen Jahren war es außergewöhnlich, dass ein junger Gewichtheber solche Leistungen zeigte. Er erhielt deshalb den Spitznamen „The German Wonderboy“.

## Karriere

### Erste Wettkämpfe

Schneidereit im Jahr 1902

Bei der Weltmeisterschaft in Paris, bei der es nur eine Gewichtsklasse gab, erzielte Heinrich Schneidereit im 6-Kampf 513,5 kg. Er lag damit klar vor Francois Lancaud aus der Schweiz, der 507,5 kg erzielte. Das Kampfgericht entschied aber, dass Lancaud Weltmeister geworden sei, weil Schneidereit beim beidarmigen Stoßen das Gewicht nicht, wie vorgeschrieben, frei umgesetzt hatte und dadurch Punktabzüge hinnehmen musste. Bei der deutschen Meisterschaft 1906 in Mannheim erzielte Schneidereit im 5-Kampf 525 kg und wurde dort hinter dem Darmstädter Georg Schleidt, der ebenfalls 525 kg erzielte, auf den 2. Platz gesetzt.

### Olympia 1906
Im Jahr 1906 fanden in Athen die sogenannten Olympischen Zwischenspiele zur Erinnerung an die Wiedereinrichtung der modernen Olympischen Spiele 1896 statt. Schneidereit errang beim einarmigen Heben mit 73,75 kg und beim beidarmigen Heben mit 129,5 kg jeweils die Bronzemedaille. In Athen nahm Schneidereit mit der deutschen Mannschaft, die erst dort zusammengestellt wurde, am Tauziehen teil. Der deutschen Mannschaft gelang es dabei, die favorisierten Griechen zu bezwingen und damit die Goldmedaille zu gewinnen. Weitere Wettkämpfe im Tauziehen bestritt Schneidereit nicht.
Den größten Erfolg in seiner Laufbahn erzielte Heinrich Schneidereit ebenfalls im Jahre 1906, als er in Lille Weltmeister im 4-Kampf wurde. Er erzielte dort unter anderem im Drücken 105 kg und im Stoßen 125 kg. Gegen Ende des Jahres 1906 wurde er in Mailand Europameister im Gewichtheben. Hier erzielte er unter anderem 112,5 kg im Drücken und 150 kg im Stoßen.

### Letzte Wettkämpfe
Im Jahr 1907 wurde Schneidereit bei der Weltmeisterschaft in Frankfurt am Main zweiter Sieger hinter Heinrich Rondi aus Düsseldorf und vor Georg Schleidt. Einzelleistungen von dieser Meisterschaft sind nicht bekannt. Im Jahre 1908 erzielte er in Frankfurt am Main mit 90,8 kg einen neuen Weltrekord im einarmigen Reißen. Im Jahre 1911 belegte Schneidereit in Stuttgart im 4-Kampf hinter dem mit 471,5 kg siegenden Österreicher Josef Grafl und Rondi den dritten Platz im Schwergewicht und im Jahre 1912 wurde er in Frankfurt am Main im Schwergewicht im 5-Kampf mit 542,5 kg hinter Rondi, der 547,5 kg erzielte, erneut deutscher Vizemeister.
Im Jahre 1912 erzielte Schneidereit beim Gaufest des Gaues Rheinland in Köln im Kampf mit dem neuen Gewichtheberstar Karl Mörke im einarmigen Reißen 85 kg und im beidarmigen Stoßen 155 kg. Mörke erzielte im einarmigen Stoßen 100 kg und im beidarmigen Stoßen 150 kg. Den letzten Erfolg seiner Laufbahn erzielte Schneidereit 1914 bei den Baltischen Spielen in Malmö, wo er im Schwergewicht siegte. An weiteren Olympischen Spielen konnte Schneidereit nicht teilnehmen, weil bei den Spielen 1908 in London und 1912 in Stockholm keine Wettbewerbe im Gewichtheben veranstaltet wurden.
Schneidereit nahm ab 1914 am Ersten Weltkrieg teil. Er starb am 30. September 1915 nach schwerer Verwundung im Lazarett in Diedenhofen in Lothringen.

## Erfolge

### Internationale Erfolge
(OS = Olympische Spiele, WM = Weltmeisterschaft, EM = Europameisterschaft, S = Schwergewicht)
- 1903, 2. Platz, WM in Paris, 6-Kampf, mit 513,5 kg, hinter Francois Lancaud, Schweiz, 507,5 kg und vor Gustave Empain, Belgien (Anm.: Schneidereit erhielt Abzüge, weil er beim beidarmigen Stoßen nicht frei umgesetzt hatte);
- 1906, Bronzemedaille, OS in Athen, einarmiges Heben mit 73,75 kg, hinter Josef Steinbach, Österreich, 76,55 kg u. Tullio Camillotti, Italien, 73,75 kg;
- 1906, Bronzemedaille, OS in Athen, beidarmiges Heben mit 129,5 kg, hinter Dimitrios Tofalos, Griechenland, 142,5 kg u. Josef Steinbach, 136,5 kg;
- 1906, 1. Platz, WM in Lille, 5-Kampf, vor Emil Besson, Schweiz u. Gustave Falleur, Frankreich;
- 1906, 1. Platz, EM in Mailand, 5-Kampf (u. a. 112,5 kg gerissen u. 150 kg gestoßen);
- 1907, 2. Platz, WM in Frankfurt am Main, S, hinter Heinrich Rondi, Deutschland u. vor Georg Schleidt, Deutschland;
- 1911, 3. Platz, WM in Stuttgart, S, 4-Kampf, hinter Josef Grafl, Österreich, 471,5 kg u. Heinrich Rondi;
- 1914, 1. Platz, Baltische Spiele in Malmö, S;

### Deutsche Meisterschaften
- 1906, 2. Platz in Mannheim, S, 5-Kampf, mit 525 kg, hinter Georg Schleidt, Darmstadt, 525 kg u. vor Georg Bonfig, Würzburg, 485 kg;
- 1912, 2. Platz in Frankfurt am Main, S, 5-Kampf, mit 542,5 kg, hinter Heinrich Rondi, Düsseldorf, 547,5 kg u. vor Karl Mörke, Köln, 450 kg